# Guido Van Calster
Guido Van Calster (Scherpenheuvel, 6 februari 1956) is een voormalig Belgisch wielrenner. Hij was prof van 1978 tot 1989.
Van Calster reed vooral in dienst (onder meer van Eddy Merckx die toen op zijn retour was, van Giuseppe Saronni, van Sean Kelly en van Hennie Kuiper), maar boekte desondanks enkele mooie overwinningen. Na zijn carrière bleef hij actief in het wielermilieu: hij verzorgde de PR van de TVM-ploeg en was ook motard voor Sporza. 

## Belangrijkste overwinningen
1978
- 5e etappe Ronde van de Middellandse Zee

1980
- 2e etappe Dauphiné Libéré

1981
- 5e etappe Ronde van het Baskenland
- 1e etappe deel b Ronde van België

1982
- Druivenkoers
- 4e etappe deel a Ronde van Zwitserland
- 5e etappe Ronde van Zwitserland

1984
- 2e etappe Ronde van Spanje
- 13e etappe Ronde van Spanje
- 2e etappe Ruta del Sol

1987
- Ronde van Aragón

## Resultaten in voornaamste wedstrijden
| Jaar | Ronde van Italië | Ronde van Frankrijk | Ronde van Spanje |
| ---- | ---------------- | ------------------- | ---------------- |
| 1978 |                  |                     |                  |
| 1979 |                  | 58e                 |                  |
| 1980 |                  | 39e                 | 6e               |
| 1981 |                  | opgave              |                  |
| 1982 | 51e              |                     |                  |
| 1983 | 70e              |                     | 35e              |
| 1984 | opgave           |                     | 25e (2)          |
| 1985 | 53e              |                     |                  |
| 1986 |                  | 72e                 | 47e              |
| 1987 |                  | 31e                 | 33e              |
| 1988 |                  | opgave              | 50e              |

| Jaar | Milaan-San Remo | Gent-Wevelgem | Ronde van Vlaanderen | Parijs-Roubaix | Amstel Gold Race | Luik-Bast.‑Luik | Ronde van Lombardije | Waalse Pijl | Parijs-Tours | Rund um den Henninger-Turm |  | Wereldranglijsten |
| ---- | --------------- | ------------- | -------------------- | -------------- | ---------------- | --------------- | -------------------- | ----------- | ------------ | -------------------------- |  | ----------------- |
| 1978 | 22e             |               | 12e                  |                |                  |                 |                      |             | ↑            |                            |  | 36e (SPP)         |
| 1979 | 26e             |               | 9e                   | 15e            |                  | 17e             |                      |             | 28e          | 10e                        |  |                   |
| 1980 | 39e             | 36e           | 30e                  |                |                  | 8e              |                      | 4e          |              |                            |  |                   |
| 1981 | 6e              |               |                      | 4e             | 60e              | 5e              |                      | ↑           |              |                            |  | 16e (SPP)         |
| 1982 |                 |               |                      |                |                  |                 | 40e                  | 45e         | 13e          |                            |  |                   |
| 1983 |                 |               |                      |                |                  | 10e             |                      | 8e          |              |                            |  |                   |
| 1984 |                 |               |                      |                |                  |                 |                      |             |              |                            |  |                   |
| 1985 |                 |               |                      | 15e            |                  | 6e              |                      |             |              | 10e                        |  |                   |
| 1986 |                 |               |                      |                |                  |                 |                      |             |              |                            |  |                   |
| 1987 |                 |               |                      |                |                  |                 |                      |             |              |                            |  |                   |
| 1988 | 34e             |               | 24e                  |                |                  |                 |                      |             |              |                            |  |                   |

## Ploegen
- 1978: C & A
- 1979: DAF Trucks - Aida
- 1980: Splendor - Admiral
- 1981: Splendor - Wickes
- 1982: Del Tongo
- 1983: Del Tongo
- 1984: Del Tongo
- 1985: Ceramiche Ariostea
- 1986: Zor - B.H. Sport
- 1987: B.H. Sport
- 1988: KAS - Canal 10
- 1989: Lotto